# Alexandre de Fisterra
Alejandro Campos Ramírez (Fisterra, 6 de maig de 1919 - Zamora, 9 de febrer de 2007), més conegut pel pseudònim d'Alexandre de Fisterra o Alejandro Finisterre, fou un poeta, inventor i editor gallec. A Espanya se'l considera l'inventor del futbolí.

## Biografia
El seu pare era fabricant de sabates a la Corunya i el va enviar a estudiar a Madrid als 15 anys. Eren deu germans. Havent-se arruïnat el pare, va haver de treballar per pagar-se els estudis i la manutenció. Conegué el poeta León Felipe (de qui seria marmessor testamentari), i amb ell i Rafael Sánchez Ortega van editar el periòdic Paso a la Juventud per vendre'l al carrer.
El novembre de 1936, als 17 anys, va quedar colgat per la runa en un dels bombardeigs que va patir Madrid durant la Guerra Civil. Ferit de gravetat, fou traslladat a València, i posteriorment al sanatori de la Colònia Puig, a Montserrat. Allí conegué molts altres nois ferits com ell, que no podien jugar al futbol i se li va acudir crear el futbolí inspirant-se en el tennis de taula. Fisterra va fer que el seu amic Francisco Javier Altuna, un fuster basc també refugiat, construís el primer protopitus. Però no va poder aconseguir que el seu disseny fos fabricat i distribuït industrialment perquè totes les fàbriques de joguines es dedicaven aleshores a la fabricació d'armes per a la guerra. Va patentar el seu invent a Barcelona el gener de 1937, junt amb un passafulls de partitures accionat amb el peu que havia fet per a una noia pianista de la qual s'havia enamorat a Montserrat. Però, degut al triomf del Franquisme a la guerra, es va haver d'exiliar a França passant els Pirineus a peu, i durant aquesta travessia va perdre la patent que portava al damunt.
A París, després de passar la II Guerra Mundial, va fer alguns diners amb la patent del passafulls, i el 1948 va emigrar a Quito (Equador), on va fundar la revista Ecuador 0°, 0′, 0′′, que dedicava cada número a poetes d'un país diferent. El 1952 es va instal·lar a Cabo de Santa María, a Guatemala, on va millorar el seu futbolí i va iniciar la seva fabricació industrial, que va resultar ser un bon negoci. Malauradament, amb el cop d'estat del coronel Carlos Castillo Armas, fou víctima de robatori i segrestament pels seus ideals d'esquerres, i lliurat a agents franquistes, que el van fer embarcar en un avió cap a Espanya. Durant el vol, es va escapar i es va refugiar al lavabo, on va construir una bomba fictícia embolicant una pastilla de sabó amb paper d'alumini; amb aquesta «bomba¦ va amenaçar la tripulació i, donant-se a conèixer com a «refugiat espanyol», va aconseguir el favor dels passatgers i que l'avió es desviés a Panamà, en el que fou un dels primers segrests d'avió.
Sense res de valor al damunt, va passar a Mèxic, on va trobar amics poetes i escriptors, de manera que s'hi va quedar molts anys, dedicat a les arts gràfiques i a l'edició. Fundà i presidí l'Editorial Finisterre Impresora, des de la qual editava la revista del centre gallec de Mèxic i els llibres de diversos poetes, com ara León Felipe i Juan Larrea. També fou redactor del diari El Nacional i edità un facsímil de la revista Galeusca, així com el primer llibre de poesia del nicaragüenc Ernesto Cardenal.
Va tornar a Espanya durant la Transició. Visqué a Aranda de Duero (Burgos), on va seguir escrivint, i fou membre de la Real Academia Galega.
Un cop va ser a Espanya, es va sorprendre de veure que el futbolí s'havia popularitzat força, èxit que s'havien atribuït en exclusiva els fabricants valencians.
Més tard es va traslladar a Zamora, per tal de gestionar l'herència del poeta León Felipe com a marmessor seu. Hi va morir a l'edat de 87 anys, el dia 9 de febrer de 2007. Les seves cendres foren escampades pel riu Duero i per l'Atlàntic, a Fisterra.

## Curiositats
- El grup gallec Os Diplomáticos de Monte Alto té una cançó que comença esmentant el suposat inventor del futbolí: Ano 37 guerra civil / Alexandre de Fisterra inventa o futbolín. La cançó va esdevenir popular a Galícia perquè formava part del videoclip del contenidor infantil de la Televisió de Galícia, anomenat Xabarín Club.

- La productora catalana Tratart Produccions va realitzar el documental Tras el Futbolin, dirigit per Bep Moll de la Fuente i distribuït per Motion Pictures S.A.. En aquest documental, Alexandre de Fisterra, narra la seva fantàstica vida i la creació del seu invent més conegut, el futbolí. Possiblement, aquesta va ser una de les darreres entrevistes que se li van fer abans de morir.

- El primer torneig en honor de l'inventor del futbolí es va fer a Portugal el 2007, i es repeteix cada any.[2]